# HMS H12
Pour les articles homonymes, voir H12.
Le HMS H12 est un sous-marin britannique de classe H construit pour la Royal Navy par le Chantier naval Fore River de Quincy Co. à Quincy (Massachusetts). Sa quille est posée à une date inconnue et il est mis en service en 1915. Le H12, comme ses sister-ships allant du HMS H11 au HMS H20, ont tous été construits en Amérique, mais ils ont été internés par le gouvernement des États-Unis jusqu’à ce que ce pays entre à son tour dans la Première Guerre mondiale.
Le H12 a survécu à la guerre. Il a été vendu en avril 1920 à Douvres.

## Conception
Le H12 était un sous-marin de type Holland 602, mais il a été conçu pour répondre aux spécifications de la Royal Navy. Comme tous les sous-marins britanniques de classe H précédant le HMS H21, le H12 avait un déplacement de 401 tonnes en surface, et de 478 t en immersion. Il avait une longueur de 45,80 m un maître-bau de 4,67 m, et un tirant d'eau de 3,81 m.
Il était propulsé par un moteur Diesel d’une puissance de 480 ch (360 kW) et par deux moteurs électriques fournissant chacun une puissance de 320 ch (240 kW). Le sous-marin avait une vitesse maximale en surface de 13 nœuds (24 km/h). En utilisant ses moteurs électriques, le sous-marin pouvait naviguer en immersion à 11 nœuds (20 km/h). Il transportait normalement 18,1 tonnes de carburant, mais il avait une capacité maximale de 20 tonnes. Les sous-marins britanniques de classe H avaient un rayon d'action de 1 600 milles marins (2 963 km) à la vitesse de 10 nœuds (19 km/h).
Les sous-marins britanniques de classe H étaient armés de quatre tubes lance-torpilles de 18 pouces (457 mm) montés à l’avant. Les sous-marins emportaient huit torpilles. Leur effectif était de vingt-deux membres d’équipage.